# Assurdo universo
Assurdo universo (What Mad Universe) è un romanzo di fantascienza scritto da Fredric Brown, pubblicato per la prima volta negli Stati Uniti nel 1949.

## Trama
(Fredric Brown, Assurdo universo)
Keith Winton è il direttore di Storie sorprendenti, una rivista di fantascienza negli Stati Uniti degli anni 1950. Con la sua affascinante collega Betty Hadley, dipendente della rivista Romantic Stories, della quale si è subito innamorato, seppure conosciuta da appena tre giorni, è ospite dell'editore nella sua elegante villa nelle Monti Catskill, lo stesso giorno in cui un viene lanciato un razzo sperimentale. Il razzo trasporta un generatore elettrico di nuova concezione che dovrebbe inviare un potentissimo lampo di luce una volta raggiunta la Luna. Betty deve tornare a New York e Keith è solo nel giardino quando, all'improvviso, per un malfunzionamento il razzo si schianta sulla villa e dissipa la sua carica elettrica proprio nel punto in cui si trova Keith. La massiccia scarica di energia invia Keith in un universo parallelo.
Keith si ritrova improvvisamente in un luogo che non conosce e crede inizialmente di essere stato colto da amnesia ma pian piano si accorge che sono molti gli elementi incongrui in questa realtà apparentemente familiare. Keith è stupito nel vedere come i crediti hanno sostituito i dollari, incontra ragazze astronaute che indossano tute discinte, ed è colto da stupore quando incontra il suo primo nativo lunare in vacanza sulla Terra. Scopre che per il possesso di monete rischia la vita come sospetta spia degli odiati nemici Arturiani. Questi extraterrestri possiedono straordinari poteri mentali e sono intenzionati a sterminare l'umanità. Scopre presto che New York non ha vita notturna; regna un'oscurità totale, impenetrabile e vagare per Times Square completamente buia potrebbe portare all'incontro fatale con i terribili "Notturni", bande di criminali che imperversano per le strade. Cercando di orientarsi in questo mondo sconcertante, Keith acquista alcuni libri dai quali apprende la storia recente della Terra, dell'inizio della guerra contro gli arturiani, della distruzione di alcune città terrestri e dell'invenzione di una sostanza che, dispersa nell'aria delle metropoli di notte, le protegge dagli attacchi arturiani. In questo mondo un certo Dopelle è l'eroe del momento, geniale scienziato e il capo delle forze armate terrestri. In questo mondo Dopelle è fidanzato con Betty Hadley, che Keith incontra per caso per strada e trova ancora più affascinante di quanto ricordasse. Dopelle ha inventato un robot senziente telepatico, Mekky, che incrociando Keith lo avvisa di tenersi nascosto e che presto lo contatterà per affidargli un'importante missione. Keith scopre che, sebbene i voli spaziali interstellari e la guerra con gli alieni siano diventati una realtà quotidiana, la fantascienza viene ancora scritta e letta. Ritiene che il modo migliore per guadagnarsi da vivere sarebbe quello di scrivere fantascienza, riciclando alcuni suoi vecchi e inediti racconti che tenta di vendere al direttore di una rivista di genere. Questo si rivela essere l'ennesimo errore, poiché l'editore altri non è che un suo io alternativo che, riconoscendo nei racconti visionati gli stessi suoi scritti inediti, sospettando che Keith sia un arturiano sotto mentite spoglie, lo denuncia al controspionaggio. Keith riesce a fuggire alla trappola ordita contro di lui e, grazie all'aiuto di un criminale incontrato per caso, Joe, riesce a nascondersi e a racimolare del denaro vendendo al mercato nero alcune monete che aveva conservato.
Keith non vuole più rimanere nascosto, come Mekky gli aveva chiesto e, introdottosi a casa di Betty, viene a sapere che sia Mekky che Dopelle sono diretti con la flotta terrestre verso Arturo per sferrare un attacco disperato contro i nemici. Con l'aiuto di Joe ruba un'astronave privata, in poche ore impara a pilotarla e si dirige verso Arturo. Evita in extremis di essere colpito da una nave della flotta terrestre e riesce finalmente a incontrare Dopelle e Mekky. Il robot, leggendogli la mente, viene a sapere la storia di Keith e intuisce che la tecnologia del generatore installato sul razzo lanciato sulla Luna, potrebbe essere l'arma definitiva contro gli arturiani. In poco tempo, grazie ai ricordi del generatore, latenti nella mente di Keith e riportati alla luce con l'ipnosi, viene costruito un generatore che viene montato su un razzo da lanciare contro una gigantesca nave arturiana, l'arma finale degli extraterrestri e indistruttibile dalle armi convenzionali. Keith piloterà il razzo nella speranza che la deflagrazione del generatore lo riporti sulla Terra, una delle innumerevoli Terre alternative di uno degli innumerevoli universi alternativi. Keith, si dirige contro l'astronave e, un momento prima di esplodere, intuendo che la sua fantasia ha influenzato la scelta del mondo alternativo su cui è capitato, tenta di immaginare una Terra su cui lui è un ricco editore e sulla quale Betty sia sua moglie. Il piano riesce, l'astronave arturiana viene distrutta e la guerra viene vinta dai terrestri. Keith viene proiettato su un universo alternativo diverso da quello di partenza, apparentemente uguale alle sue fantasie.

## Influenza culturale
Il romanzo piacque anche a Federico Fellini che firmò un contratto con Dino De Laurentiis per trarne un film mai realizzato.

## Edizioni
- (EN) Fredric Brown, What Mad Universe, 1ª ed., New York, E. P. Dutton, ottobre 1949.
- Fredric Brown, Assurdo universo, collana Urania, traduzione di Adria Mandrini, n. 25, Arnoldo Mondadori Editore, 1953.
- Fredric Brown, Assurdo universo, in Universo a sette incognite, traduzione di Adria Mandrini, Omnibus, Arnoldo Mondadori Editore, 1963.
- Fredric Brown, Assurdo universo, in Millemondinverno 1973: Tre romanzi completi di Fredric Brown, traduzione di Adria Mandrini, Millemondi, n. 4, Arnoldo Mondadori Editore, 1973.
- Fredric Brown, Assurdo universo, collana Urania Classici, traduzione di Adria Mandrini, n. 61, Arnoldo Mondadori Editore, 1982.
- Fredric Brown, Assurdo universo, in Assurdo universo, Progetto Giove, Il vagabondo dello spazio, Gli strani suicidi di Bartlesville, traduzione di Adria Mandrini, I Massimi della Fantascienza, n. 89, Arnoldo Mondadori Editore, 1989, ISBN 8804324600.
- Fredric Brown, Assurdo universo, collana Oscar Mondadori, traduzione di Adria Mandrini, n. 86, Arnoldo Mondadori Editore, 1990, ISBN 8804335335.
- Fredric Brown, Assurdo universo, in Millemondi Inverno 1999: Dimensioni vietate. Tre universi pericolosi, traduzione di Adria Mandrini, Millemondi, n. 23, Arnoldo Mondadori Editore, 1999.
- Fredric Brown, Assurdo universo, collana Urania Collezione, traduzione di Giuseppe Lippi, n. 16, Arnoldo Mondadori Editore, 2004.